# Telmatherinidae
Telmatherinidae é uma família de peixes Atheriniformes que inclui 17 espécies agrupadas em 5 géneros, todas elas de água doce ou de água salobra. Todas as espécies, com excepção de Kalyptatherina helodes têm distribuição natural restrita à ilha de Sulawesi.

## Descrição
O género é essencialmente um endemismo da ilha de Sulawesi, com a maioria das espécies a ocorrerem apenas nos corpos de águas que formam o sistema lacustre do Lago Malili,o qual inclui os lagos Matano e Towuti e as lagoas de Lontoa (Wawantoa), Mahalona e Masapi.
São pequenos peixes, em geral com comprimentos de 3–8 cm, embora a maior das espécies de Paratherina possa atingir quase o dobro daquele comprimento máximo. Recebem o nome comum de peixe-vela devido À forma da primeira barbatana dorsal dos machos, que é também de coloração brilhante, o que os diferencia das fêmeas.
A família Telmatherinidae inclui 17 espécies agrupadas em 5 géneros que, segundo o Catalogue of Life, podem ser representadas pelo seguinte cladograma:
| Telmatherinidae | \| \| Kalyptatherina \| \| \| \| \| \| Marosatherina \| \| \| \| \| \| Paratherina \| \| \| \| \| \| Telmatherina \| \| \| \| \| \| Tominanga \| \| \| \| |
|                 | \| \| Kalyptatherina \| \| \| \| \| \| Marosatherina \| \| \| \| \| \| Paratherina \| \| \| \| \| \| Telmatherina \| \| \| \| \| \| Tominanga \| \| \| \| |
|                 | Atherinidae |
|                 | |
|                 | Atherinopsidae |
|                 | |
|                 | Bedotiidae |
|                 | |
|                 | Dentatherinidae |
|                 | |
|                 | Melanotaeniidae |
|                 | |
|                 | Notocheiridae |
|                 | |
|                 | Phallostethidae |
|                 | |
|                 | Pseudomugilidae |
|                 | |
|                 | Kalyptatherina |
|                 | |
|                 | Marosatherina |
|                 | |
|                 | Paratherina |
|                 | |
|                 | Telmatherina |
|                 | |
|                 | Tominanga |
|                 | |

|  | Kalyptatherina |
|  |                |
|  | Marosatherina  |
|  |                |
|  | Paratherina    |
|  |                |
|  | Telmatherina   |
|  |                |
|  | Tominanga      |
|  |                |